# Рябов, Владимир Васильевич
Владимир Васильевич Рябов (1869 — ?) — крестьянин, депутат Государственной думы I созыва от Тамбовской губернии.

## Биография
Православный. Из крестьян села Раево Моршанской волости Моршанского уезда Тамбовской губернии. С начальным образованием. Беспартийный. Занимался земледелием.
29 марта 1906 избран в Государственную думу I созыва от общего состав выборщиков Тамбовского губернского избирательного собрания. Беспартийный.
2-го июня 1906 г. выступал в прениях по аграрному вопросу: 

Господа, я всё время слышал здесь, что будто бы крестьяне, когда будут получать более земли, будут жить ещё хуже, чем жили после 1861 года. Нет, я сам крестьянин, обрабатываю своими руками землю и считаю это неправильным. Наше селение было в плохом положении. Оно более занималось только работой помещика, но помещичья работа в этом случае на никак не могла помочь. Мы купили землю у нашего графа Шувалова. В течение пяти лет мы завели лишний скот и приобрели сто плугов, о которых мы раньше не знали, что такое плуг; нам нельзя было знать о нём, так как не для чего это было знать. Что же мы будем пахать? Ведь полосы, которые достались нам от 1861 года, нужно толкать чуть не лопатой. Непременно нужно наделить крестьян землёй, им будет жить лучше, потому что крестьяне всегда обрабатывают свои земли хорошо и они с этим сильно ознакомились. Даже помещичья земля через крестьянские руки улучшается, но не помещиков. Все учёные агрономы практике у нас учатся, а не мы у них. Так значит крестьянин не настолько глуп, чтобы не мог свою землю обрабатывать (аплодисменты).
На выступление В. В. Рябова ссылался крестьянин-депутат В. Ф. Врагов. 14 июня 1906 Рябов участвовал в прениях по вопросу об отмене выборов по Тамбовской губернии на основе доклада 4-го отдела Государственной Думы.
20 июня 1906 года выборы в Тамбовской губернии отменены и В. В. Рябов был лишён думского мандата.
Дальнейшая судьба неизвестна.